# Brevet de technicien supérieur - Fluides énergies environnements
 (avril 2014).
 (septembre 2024).
Si vous disposez d'ouvrages ou d'articles de référence ou si vous connaissez des sites web de qualité traitant du thème abordé ici, merci de compléter l'article en donnant les références utiles à sa vérifiabilité et en les liant à la section « Notes et références ».
Le Brevet de technicien supérieur - Fluides énergies environnements (BTS FEE) était un des BTS formant aux métiers du BTP. Sa première session s'est déroulée en 2001 et sa dernière session s'est déroulée en mai et juin 2015. Il a été fusionné depuis la rentrée 2014 avec le BTS domotique en un nouveau brevet de technicien supérieur nommé fluides énergies domotique (FED).

## Options et Objectifs
Il se décompose en quatre options : génie sanitaire et thermique, génie climatique, génie frigorifique, génie maintenance de gestion des systèmes fluidiques et énergétiques.
Le titulaire d'un BTS FEE option A, B ou C conçoit, dimensionne, établit les devis, planifie les activités de réalisation et de maintenance, met en service et optimise les installations énergétiques dans le domaine résidentiel, tertiaire et industriel.
Le titulaire d'un BTS FEE option D plus généraliste intervient sur toutes les installations énergétiques, dans la maintenance et la gestion des systèmes.

## Options

### Option Génie sanitaire
Le technicien supérieur en génie sanitaire et thermique est appelé à devenir un spécialiste des fluides immobiliers consommables et des effluents (gaz, air comprimé, vide et eaux immobilières). Il est par conséquent apte à traiter les installations de plomberie, c'est-à-dire les réseaux intérieurs de distribution d'eau destinée à la consommation humaine et des fluides de processus industriels (eaux, vapeur et gaz).
Les modifications en profondeur de la législation sur la chaîne de l'eau potable ont fait que la profession prend désormais la responsabilité de conduire l'eau destinée à la consommation humaine. Celle-ci est acheminée depuis le réseau urbain jusqu'à l'utilisateur en appliquant des règles techniques et sanitaires de conception, de réalisation et d'entretien très strictes, « les bonnes pratiques sanitaires ». De plus, les besoins des utilisateurs se modifient en particulier avec l'élévation du niveau de vie. Il est donc nécessaire d'adapter la qualité par un traitement complémentaire « de confort » dans l'habitat (adoucissement, osmose inverse) ou de sécurité sanitaire dans certains cas (lutte contre les risques de légionelloses par désinfection « choc » ou continue). Le traitement complémentaire peut être également lié à des impératifs techniques (conditionnement, déminéralisation).
Les contenus de cette formation ont donc intégré « les bonnes pratiques sanitaires » nécessaires aux phases :
- de conception (expression des besoins quantitatifs et qualitatifs, interactions de l'eau et des fluides avec les matériaux, pathologies risquées, conception de l'architecture et donc l'arborescence des réseaux (en particulier vis-à-vis des risques de retour d'eaux), possibilités d'ajustement et moyens de réponse au maintien de la qualité) ;
- de réalisation (précautions de mise en œuvre et interactions avec l'environnement et le bâti, mise en service, opérations de désinfection, de déclaration sanitaire) ;
- de maintenance (type et périodicité des opérations, interventions sur les réseaux et les équipements, dont certaines demandent déjà ou demanderont une certification).

### Option Génie climatique
Le domaine d'activité du génie climatique est principalement orienté sur le chauffage et la climatisation de locaux (bureaux, habitations, salles de réunions, salles de spectacle) mais aussi sur des projets plus en relation avec l'industrie (séchage de matériaux, conception de salles blanches).
En fonction des contacts qu'il peut avoir avec un client ou des informations apportées par sa hiérarchie, le technicien supérieur « Fluides, énergies, environnements, option génie climatique » doit être capable d’évaluer les besoins thermiques et hydriques d'une enceinte à chauffer ou à climatiser et de choisir le système le plus approprié à un problème donné en prenant en compte les contraintes du projet. Il doit également être capable de calculer les grandeurs caractéristiques d’un système (puissances, débits), de dimensionner les composants principaux d'une installation, de sélectionner l'ensemble des matériels nécessaires, de réaliser les schémas de principe, d’élaborer les plans d'installations et autre documents d'exécution, de planifier les interventions des équipes de montage, d’assurer la coordination avec les autres corps de métier, de réceptionner et mettre en service une installation et de suivre et d’analyser les consommations d'une installation.
De plus en plus, son rôle comporte une part importante liée à la communication avec le client (démarchage ou conseil, interface avec l'entreprise) mais aussi avec sa hiérarchie (on lui demande une certaine autonomie et il est responsabilisé sur une ou plusieurs affaires).

### Option Génie frigorifique
Le BTS « Fluides, énergies, environnements, option Génie frigorifique » s’intéresse au froid industriel, commercial et au conditionnement de l’air industriel. Le renforcement de la législation en la matière dû aux contraintes liées à l’environnement, aux fluides et aux normes d’hygiène toujours plus strictes, a engendré un niveau de qualification supérieur.
Au terme de sa formation, le technicien supérieur sera un spécialiste du froid : il sera capable de faire un bilan frigorifique, de dimensionner une installation commerciale ou industrielle, de mettre en service une installation, de sélectionner la régulation, de vérifier les paramètres de fonctionnement d'une installation.
Un spécialiste du traitement d'air. Il sera capable de faire un calcul de charges, de dimensionner une centrale de traitement d'air, de sélectionner la régulation, de dimensionner un réseau de gaines, de dimensionner un réseau d'eau glacée.
Avec des compétences en chauffage, il sera également capable de dimensionner une installation de chauffage simple, de dimensionner le réseau d'eau chaude correspondant, de sélectionner la régulation adaptée mais aussi de dimensionner une installation électrotechnique simple et de choisir un automate programmable. Avec des compétences en acoustique, il sera aussi capable d’analyser les besoins en acoustique, de sélectionner le matériel à mettre en œuvre.

### Option Maintenance et gestion des systèmes fluidiques et énergétiques
Le titulaire du BTS assure la maintenance et la gestion des installations sanitaires, thermiques, de conditionnement de l'air et des systèmes fluidiques et énergétiques. Il vérifie les conformités, établit les devis, planifie les activités d'intervention, gère les stocks, met en service les installations et optimise le fonctionnement.
Il sera un technicien de gestion des fonctions techniques dans les ensembles immobiliers mais aussi dans l'industrie. Cette prise en charge concerne tout ou partie des prestations de conduite et d’entretien des installations, d’approvisionnement en combustible ou énergie, de garantie totale et d’aide au financement. Il sera amené à travailler principalement sur le traitement des déchets ménagers avec valorisation énergétique, l'exploitation de chauffage et de climatisation, le chauffage et la climatisation urbaine, les secteurs résidentiels tertiaires et industriels, la télésurveillance, les ascenseurs, les groupes électrogènes, le contrôle d'accès, la cogénération ou encore les réseaux de gaz naturel et leur utilisation.
Le technicien supérieur en maintenance et gestion des systèmes fluidiques et énergétiques est capable de participer à l'expertise d'une installation (inventorier les matériels, analyser des dysfonctionnements, évaluer des états de vétusté), intervenir sur des installations (effectuer des relevés, mettre en œuvre des procédures, réaliser des essais, effectuer des réglages), participer à l'organisation de la maintenance (établir des gammes opératoires, établir un planning, réaliser et compléter un cahier de suivi, analyser des indicateurs d'état et leur dérive, élaborer un journal de bord) et proposer des modifications d'installation et des solutions chiffrées conduisant à améliorer les consommations et le confort.

## Formation
| MATIERES                                                 | Horaire hebdomadaire 1re année | Horaire hebdomadaire 2e année |
| ENSEIGNEMENT OBLIGATOIRE                                 |                                |                               |
| Langue vivante étrangère 1 (anglais)                     | 2 h                            | 2 h                           |
| Expression française                                     | 2 h                            | 2 h                           |
| Mathématiques                                            | 4 h                            | 2 h                           |
| Sciences Physiques                                       | 4 h                            | 2 h                           |
| Environnement économique                                 | 1 h                            | 1 h                           |
| Communication commerciale et technique                   | -                              | 2 h                           |
| Énergie, fluidique, environnement                        | 6 h                            | 6 h                           |
| Étude des installations                                  | 8 h                            | 8 h                           |
| Réalisation, mise en œuvre des procédures                | 4 h                            | 4 h                           |
| Travaux personnels encadrés TPE                          | 3 h                            | 1 h                           |
|                                                          |                                |                               |
| ENSEIGNEMENT FACULTATIF                                  |                                |                               |
| Langue vivante étrangère II                              | 2 h                            | 2 h                           |
| Histoire des sciences, des techniques et des entreprises | 2 h                            | 2 h                           |
| TOTAL                                                    | 90                             | 80                            |

Stage : 8 semaines minimum, décomposé en 2 stages (le 1er dit d’ouvrier le 2d de technicien)

## Débouché
Le titulaire de ce BTS peut être un technicien de bureau d'études, de mise en service ou un futur chargé d'affaires. 
Intégrer le marché du travail
Le titulaire du BTS Fluides, énergies, environnements, option Génie climatique peut être conduit à travailler dans tout type de structure : auprès d'artisans, dans des bureaux d'études, au sein de groupes industriels ou dans la fonction publique.
L’industrie du froid est un secteur particulièrement porteur de l’industrie du bâtiment et offre à ce titre de nombreux débouchés à la fois dans des PME et dans des structures artisanales plus petites pour les diplômés de l'option Génie frigorifique.
Après l'option Génie sanitaire et thermique, le titulaire de ce BTS sera appelé à travailler dans un bureau d’études ou dans des PME afin d’encadrer des hommes sur des chantiers. Le secteur connaît actuellement une forte croissance. Il pourra également travailler dans des entreprises artisanales où exercer des fonctions d’installation et de maintenance sur de petits systèmes domestiques de particuliers.
Après l'option Maintenance et gestion des systèmes fluidiques et énergétiques, les débouchés sont importants sur un secteur très dynamique, que ce soit dans le bâtiment ou dans le milieu industriel. Le titulaire de ce BTS exercera ses fonctions au sein d’entreprises artisanales, sur de petites installations, ou dans les bureaux d’études et les chantiers de PME. Son profil polyvalent lui permettra d’évoluer vers des fonctions d’encadrement ou de gestion.
Poursuivre ses études
Si le titulaire de ce BTS souhaite poursuivre ses études, il peut opter pour des formations complémentaire post-BTS en maintenance des installations ou technico-commerciales.

## Examen
| MATIERES                                                  | COEFF | DUREE  | FORME    |
| ENSEIGNEMENT OBLIGATOIRE                                  |       |        |          |
| Langue vivante étrangère 1 (anglais)                      | 1     | 2 h    | Écrit    |
| Langue vivante étrangère 1 (anglais)                      | 1     | 30 min | Oral (a) |
| Expression française                                      | 2     | 4 h    | Écrit    |
| Mathématiques                                             | 2     | 2 h    | Écrit    |
| Sciences Physiques                                        | 2     | 2 h    | Écrit    |
| Énergétique, fluidique, environnement                     | 4     | 4 h    | Écrit    |
| Procédure d'intervention sur les équipements              |       |        |          |
| Sous épreuve: Étude d'un système et de ses équipements    | 4     | 4 h    | Écrit    |
| Sous épreuve: Mise en œuvre des procédures d'intervention | 4     | 4 h    | Pratique |
| Soutenance du rapport de stage (Mémoires et TPE)          | 14    | 1 h 30 | Oral     |
| ENSEIGNEMENT FACULTATIF                                   |       |        |          |
| Langue vivante étrangère II                               | 1     | 20 min | Oral (a) |
| Histoire des sciences, des techniques et des entreprises  | 1     | 20 min | Oral     |

(a) précédé d’un temps de préparation égal à celui de l’épreuve.